# Cyteen
Cyteen (titre original : Cyteen) est un roman de science-fiction de C. J. Cherryh, publié en 1988. Le titre provient du radical « Cyt- » qui renvoie à la cellule biologique et à la cytologie.
Le roman évoque les nombreux problèmes liés au clonage humain et la polémique entre l'inné et l'acquis dans le développement humain. Il évoque encore le désir d'immortalité par la reproduction à l'identique d'une personne qui continue dans une vie suivante le travail commencé dans une vie antérieure.
Le roman a une suite, « Regenesis », publié en 2009 mais non traduit en français.

## Parutions
Aux États-Unis, le roman est publié en trois volumes :
- Cyteen: The Betrayal (« La Traîtrise »)
- Cyteen: The Rebirth (« La Renaissance »)
- Cyteen: The Vindication (« La Justification »)

En France, le roman paraît en deux volumes : « Cyteen-1 » et « Cyteen-2 ». Le premier volume contient les chapitres 1 à 7, et le chapitre 8 jusqu'à la section 4 incluse ; le second volume comprend les sections 5 à 13 du chapitre 8, et les chapitres 9 à 14.

## Personnages

### Personnages principaux
- Ariane Emory I : directrice générale de Reseune
- Ariane Emory II : sa clone
- Florian et Catlin : gardes du corps « azi » d'Ariane Emory I ; après la mort de cette dernière, ils sont éliminés et recréés par clonage pour Ariane II
- Denys Nye : administrateur de Reseune après la mort d'Ariane I
- Giraud Nye : frère de Denys et chef de la sécurité de Reseune
- Jordan Warrick : spécialiste de la pédagogie à Reseune
- Paul : compagnon « azi » de Jordan Warrick ; protecteur-tuteur de Justin et de Grant
- Justin Warrick : clone et fils de Jordan Warrick
- Grant : « azi » créé par Ariane I depuis un Spécial ; élevé comme étant frère de Justin ; il en devient son compagnon
- Jane Strassen : scientifique de Reseune ; elle tient le rôle de mère auprès d'Ariane II jusqu'à l'âge de 7 ans
- Yanni Schwartz : scientifique de Reseune ; enseignant de Justin Warrick jusqu'à son transfert ; il succèdera à Denys Nye en tant qu'administrateur de Reseune
- Petros Ivanov : médecin de Reseune

### Autres personnages
- Amy Carnath, Maddy Strassen, Stasi Ramirez, Tommy Carnath, Sam Whitely : amis d'Ariane II
- Ollie : assistant azi de Jane Strassen
- Seely : assistant azi de Denys Nye
- Abban : assistant azi assistant de Giraud Nye
- Nelly : assistante maternelle auprès d'Ariane II
- Mikhail Corain : chef du Parti centriste
- Leonid Gorodin : amiral, ministre de la Défense
- Vladislaw Khalid : successeur de Leonid Gorodin et rival de Corain
- Catherine Lao : ministre de l'Information de Reseune

## Résumé

### Contexte de fiction des romans
Le roman fait partie de « l'univers Alliance-Union » créé par C. J. Cherryh.
Cyteen est dans le cycle de C. J. Cherryh la seconde planète porteuse de vie découverte par l'humanité et la seule dont ils ont entrepris la colonisation. Colonisée en 2201 par des scientifiques et ingénieurs financièrement soutenus par la station spatiale Mariner, le système de Cyteen est composé de la planète Cyteen et des stations Cyteen Proche et Cyteen Distante. En 2300 CE Cyteen se dit libre de la Compagnie de la Terre (Earth Company) et sert désormais comme capitale de l'Union. Orbitant autour de l'étoile Lalande 46650, Cyteen peut être trouvé plus facilement dans les catalogues astronomiques comme BD+01 4774.
La planète de Cyteen possède une atmosphère légèrement toxique aux humains, mais des enclaves viables sont maintenues par les humains. Toutefois, l'atmosphère de Cyteen risque d'accéder aux enclaves et les habitants prennent soin de se protéger. Ces villes deviennent autonomes et ressemblent fortement aux stations spatiales qui constituent le reste de l'Union, chaque ville constituant une entité politique de droit égal. Cyteen représente donc l'anti-thèse de la Terre, fortement peuplée et unifiée. Cyteen est, au contraire de la Terre, une source d'invention et d'amélioration. C'est sur Cyteen que se trouve le plus important centre de recherche, Reseune, menant des travaux de pointe sur le clonage, ce que la Terre a rejeté. C'est également Cyteen qui fabrique les azis, ces humains clonés et fabriqués à la demande, qu'elle exporte dans l'ensemble du monde humain.
L'auteur explore le clonage et ses conséquences, au travers du destin d'Ariane Emory et de sa famille, ainsi que des clones attachés à leur service. L'homosexualité est également abordée.

## Distinctions
C. J. Cherryh remporte le prix Hugo du meilleur roman 1989 et le prix Locus du meilleur roman de science-fiction 1989 pour ce space opera.